# Альфонсо IV (король Леону)
Альфонсо IV Чернець (ісп. Alfonso IV el Monje; бл. 899 —933) — король Леону у 926—929 роках, король Леону та Галісії у 929—931 роках.

## Біографія
Походив з династії Астур-Леон. Син Ордоньйо II, короля Леону, Астурії та Галісії, й Ельвіри Менендес. Про молоді роки немає відомостей. Після смерті батька у 924 році Альфонсо разом з братами було відсторонено від королівського спадка, трон зайняв вуйко Фруела II. Після смерті останнього у 925 році Альфонсо разом з братами Санчо і Раміро став боротися за трон з двоюрідним братом Альфонсо.
При підтримці галісійської знаті та Хімено II, короля Наварри, у 926 році Альфонсо з братами здобув перемоги. Після цього брати поділили королівство, Альфонсо отримав королівство Леон. У 929 році після смерті брата Санчо успадкував трон Галісії. Посиленню влади Альфонсо IV в Галісії сприяв місцевий гранд Гуттєере Менендес.
Альфонсо IV був людиною нерішучою і глибоко релігійною. Мирські справи обтяжували його. Він подарував місто Навес монастирю Сан-Косма-і-Сан-Даміан. У 931 році після смерті своєї дружини, він постригся в ченці і залишив трон братові Раміро. Але рік потому розкаявся в скоєному. Залишивши монастир, він об'єднався з Альфонсо, Ордоньйо і Раміро, дітьми Фруели II. Скориставшись тим, що Раміро II залишив Леон, відправившись на війну з арабами, заколотники захопили столицю. Після повернення король Раміро II взяв в облогу столицю Леон, примусив братів здатися і осліпив їх.
У 933 році Альфонсо помер в монастирі Сан-Хуліан. Поховано у базиліці Сан-Ісидоро.

## Родина
Дружина — Онека Памплонська, донька Санчо I, короля Наварри.
Діти:
- Ордоньйо (бл.926—962), король у 958—960 роках
- Фруела (д/н—958)